# Циста-Велика
Циста-Велика (хорв. Cista Velika) — населений пункт у Хорватії, в Сплітсько-Далматинській жупанії у складі громади Циста-Прово.

## Населення
Населення за даними перепису 2011 року становило 616 осіб.
Динаміка чисельності населення поселення:

## Клімат
Середня річна температура становить 11,61 °C, середня максимальна – 25,48 °C, а середня мінімальна – -2,98 °C. Середня річна кількість опадів – 937 мм.
| Клімат поселення                              | Клімат поселення | Клімат поселення | Клімат поселення | Клімат поселення | Клімат поселення | Клімат поселення | Клімат поселення | Клімат поселення | Клімат поселення | Клімат поселення | Клімат поселення | Клімат поселення | Клімат поселення |
| Показник                                      | Січ.             | Лют.             | Бер.             | Квіт.            | Трав.            | Черв.            | Лип.             | Серп.            | Вер.             | Жовт.            | Лист.            | Груд.            |                  |
| Середній максимум, °C                         | 9,18             | 9,55             | 12,70            | 16,55            | 20,81            | 24,60            | 25,48            | 25,43            | 21,23            | 17,15            | 12,11            | 9,33             |                  |
| Середня температура, °C                       | 3,10             | 3,47             | 6,62             | 10,47            | 14,74            | 18,52            | 20,76            | 20,70            | 16,50            | 12,43            | 7,38             | 4,61             |                  |
| Середній мінімум, °C                          | −2,98            | −2,61            | 0,55             | 4,40             | 8,68             | 12,45            | 16,04            | 15,98            | 11,76            | 7,70             | 2,66             | −0,11            |                  |
| Норма опадів, мм                              | 78               | 68               | 73               | 80               | 63               | 63               | 43               | 56               | 81               | 106              | 123              | 103              |                  |
| Середньомісячна швидкість вітру, м/с          | 2.68             | 3.04             | 3.10             | 2.92             | 2.60             | 2.32             | 2.32             | 2.19             | 2.46             | 2.55             | 3.04             | 3.09             |                  |
| Середньомісячна сонячна радіація, кДж/м²·день | 5522             | 8209             | 11861            | 16098            | 19910            | 22567            | 24299            | 21484            | 15927            | 10425            | 5994             | 4695             |                  |
| --------------------------------------------- | ---------------- | ---------------- | ---------------- | ---------------- | ---------------- | ---------------- | ---------------- | ---------------- | ---------------- | ---------------- | ---------------- | ---------------- | ---------------- |
| Джерело:                                      |                  |                  |                  |                  |                  |                  |                  |                  |                  |                  |                  |                  |                  |